# Onagawa
Onagawa (女川町?) è una cittadina giapponese della prefettura di Miyagi.
È stata danneggiata dal terremoto del Giappone del 2011.